# Купидон
Купидон (на латински: Cupido) в римската митология е богът на еротичната любов, която той разпалвал не само у хората, но и у другите богове. Той често е изобразяван като син на богинята Венера, с баща – богът на войната Марс, който рядко се споменава. В гръцката митология негов двойник е Ерос. Друго негово латинско име е Амур, което означава Любов. Амурите или амурините в по-късната терминология от историята на изкуството са еквивалент на гръцките ероси.

## Характеристика
Въпреки че Ерос се появява в класическото гръцко изкуство като строен крилат младеж, по време на Елинистичния период той е все по-често изобразяван като пълничко момче. През това време, неговата иконография е допълнена от лък и стрела, които остават негов отличителен атрибут. Човек или дори божество, който е прострелян от стрелата на Купидон е изпълнен с неконтролируемо желание. Римският Купидон запазва тези характеристики, които продължават в изобразяването на множество от купидоните в Римското изкуство, както и в по-късната класическата традиция на Западното изкуство.
Способността на Купидон да налага любов и желание играе подстрекателска роля в няколко митове и литературни сценарии. В Енеида на Вергилий, Купидон подсказва на Дидона да се влюби в Еней, което води до трагични резултати. Овидий прави Купидон покровител на любовните поети. Купидон е главен герой обаче само в традиционния разказ за Купидон и Психея, разказан от Апулей.
Купидон е трайно популярна фигура през Средновековието, когато под влияние на християнството той често притежава двойствена природа, както на божествената, така и на земната любов. А даже и по време на Ренесанса, когато е подновен интересът към класическата философия, тя го дарява със сложни алегорични значения. В съвременната популярна култура, Купидон е изобразяван стрелящ с лъка си с цел да вдъхновява романтичната любов, като често е използван за икона на празника „Свети Валентин“.

## Култ
Култът към Купидон бил близко свързван с този към Венера, като него го почитали по-предано, отколкото нея. Освен това се предполагало, че силата на Купидон е даже по-велика, отколкото тази на майка му, тъй като той доминира над смъртта при Хадес, съществата на морето и боговете на Олимп. Някои от култовете към Купидон внушавали, че той, като син на Нощта и Ада, бил свързан с Хаоса, за да създава хора и богове, правейки боговете деца на любовта.

## Изобразяване
В живописта и скулптурата Купидон е изобразяван като голо крилато момче, въоръжено с лък и много стрели. Традиционното християнско изображение на херувим е базирано на него. На бижута със скъпоценни камъни и други оцелели детайли той обикновено е показван забавляващ се с детска игра, понякога каращ обръч, хвърлящ стрели, ловящ пеперуда, или флиртуващ с нимфа. Често е изобразяван с майка си (в графичните изкуства това е почти винаги Венера), свирещ с тръба. Също така той е показван носещ шлем и щит, може би във връзка с „Omnia vincit amor“ на Вергилий или като политическа сатира за войни за любов или любов като война.
Купидон се среща като важен елемент в ариелската поезия, стиховете и разбира се, елегичната любов и метаморфната поезия. В епическата поезия, той е по-рядко срещан, но се появява в „Енеида“ на Вергилий, променен под формата на Асканий, вдъхновяващ любовта на Дидона. В по-късната литература, Купидон често е споменаван като непостоянен, игрив и опърничав. Той често е изобразяван, носещ два вида стрели: едните са със златни глави и вдъхват любов, а другите са с оловни глави и вдъхват омраза.
Най-добре познатата история, включваща Купидон, е историята за Купидон и Психея.